# سورغوت
سورغوت (بالروسية: Сургут) هي إحدى مدن روسيا في الكيان الفدرالي الروسي أوكروغ خانتي - مانسي الذاتية.

## المناخ
يظهر الجدول التالي التغييرات المناخية على مدار السنة لسورغوت:
| البيانات المناخية لـسورغوت            | البيانات المناخية لـسورغوت | البيانات المناخية لـسورغوت | البيانات المناخية لـسورغوت | البيانات المناخية لـسورغوت | البيانات المناخية لـسورغوت | البيانات المناخية لـسورغوت | البيانات المناخية لـسورغوت | البيانات المناخية لـسورغوت | البيانات المناخية لـسورغوت | البيانات المناخية لـسورغوت | البيانات المناخية لـسورغوت | البيانات المناخية لـسورغوت | البيانات المناخية لـسورغوت |
| الشهر                                 | يناير                      | فبراير                     | مارس                       | أبريل                      | مايو                       | يونيو                      | يوليو                      | أغسطس                      | سبتمبر                     | أكتوبر                     | نوفمبر                     | ديسمبر                     | المعدل السنوي              |
| ------------------------------------- | -------------------------- | -------------------------- | -------------------------- | -------------------------- | -------------------------- | -------------------------- | -------------------------- | -------------------------- | -------------------------- | -------------------------- | -------------------------- | -------------------------- | -------------------------- |
| الدرجة القصوى °م (°ف)                 | 2.7 (36.9)                 | 6.5 (43.7)                 | 10.3 (50.5)                | 23.0 (73.4)                | 31.8 (89.2)                | 33.5 (92.3)                | 35.2 (95.4)                | 30.3 (86.5)                | 27.4 (81.3)                | 20.7 (69.3)                | 8.2 (46.8)                 | 2.5 (36.5)                 | 35.2 (95.4)                |
| متوسط درجة الحرارة الكبرى °م (°ف)     | −16.3 (2.7)                | −14.2 (6.4)                | −4.8 (23.4)                | 1.6 (34.9)                 | 10.6 (51.1)                | 18.9 (66.0)                | 22.4 (72.3)                | 18.2 (64.8)                | 10.8 (51.4)                | 2.5 (36.5)                 | −8.3 (17.1)                | −14.2 (6.4)                | 2.3 (36.1)                 |
| المتوسط اليومي °م (°ف)                | −20.0 (−4.0)               | −18.3 (−0.9)               | −9.3 (15.3)                | −2.9 (26.8)                | 5.8 (42.4)                 | 14.4 (57.9)                | 18.2 (64.8)                | 14.4 (57.9)                | 7.4 (45.3)                 | −0.2 (31.6)                | −11.5 (11.3)               | −18.0 (−0.4)               | −1.7 (28.9)                |
| متوسط درجة الحرارة الصغرى °م (°ف)     | −23.4 (−10.1)              | −22 (−8)                   | −13.6 (7.5)                | −7.1 (19.2)                | 1.7 (35.1)                 | 10.1 (50.2)                | 14.0 (57.2)                | 10.8 (51.4)                | 4.6 (40.3)                 | −2.6 (27.3)                | −14.6 (5.7)                | −21.7 (−7.1)               | −5.3 (22.5)                |
| أدنى درجة حرارة °م (°ف)               | −54.2 (−65.6)              | −55.2 (−67.4)              | −48.7 (−55.7)              | −39.7 (−39.5)              | −22 (−8)                   | −6.7 (19.9)                | −0.1 (31.8)                | −3.7 (25.3)                | −10.5 (13.1)               | −30.7 (−23.3)              | −46.9 (−52.4)              | −55 (−67)                  | −55.2 (−67.4)              |
| الهطول مم (إنش)                       | 25 (1.0)                   | 22 (0.9)                   | 28 (1.1)                   | 34 (1.3)                   | 58 (2.3)                   | 57 (2.2)                   | 76 (3.0)                   | 69 (2.7)                   | 85 (3.3)                   | 55 (2.2)                   | 39 (1.5)                   | 32 (1.3)                   | 580 (22.8)                 |
| متوسط الأيام الممطرة                  | 0.3                        | 0.1                        | 1                          | 6                          | 12                         | 14                         | 12                         | 15                         | 15                         | 12                         | 3                          | 1                          | 91.4                       |
| متوسط الأيام المثلجة                  | 22                         | 18                         | 15                         | 9                          | 4                          | 1                          | 0                          | 0                          | 1                          | 11                         | 20                         | 23                         | 124                        |
| متوسط الرطوبة النسبية (%)             | 81                         | 79                         | 75                         | 69                         | 65                         | 65                         | 67                         | 76                         | 79                         | 84                         | 84                         | 82                         | 76                         |
| ساعات سطوع الشمس الشهرية              | 31                         | 95                         | 147                        | 218                        | 252                        | 261                        | 311                        | 217                        | 136                        | 70                         | 46                         | 23                         | 1٬807                      |
| المصدر #1: Pogoda.ru.net              |                            |                            |                            |                            |                            |                            |                            |                            |                            |                            |                            |                            |                            |
| المصدر #2: NOAA (sun only, 1961-1990) |                            |                            |                            |                            |                            |                            |                            |                            |                            |                            |                            |                            |                            |

## توأمة
لسورغوت اتفاقيات توأمة مع كل من:
- زالاجيرسيج
- كاتريني
- إيفانو-فرانكيفسك
- غوميل (30 أبريل 2005 - )

## أعلام
- أليكساندر كولومييتسيف
- إيزولدا ديشوك
- أنتون تيريخوف
- بافل إيفاشكو